# Campionati europei di badminton a squadre 2020
I Campionati europei di badminton a squadre 2020 si sono svolti a Liévin, in Francia. È stata la 8ª edizione del torneo, organizzato dalla Badminton Europe.

## Podi
| Evento           | Oro       | Argento     | Bronzo         |
| Torneo maschile  | Danimarca | Paesi Bassi | Russia Francia |
| Torneo femminile | Danimarca | Germania    | Francia Scozia |